# Miloslav Kolář
Miloslav Kolář (14. října 1936 – 28. listopadu 2016) byl československý hokejový obránce.   Od osmdesátých let 20. století žil v Německu.

## Hráčská kariéra
Reprezentoval Československo 27. listopadu 1955 v utkání s Německem. Na klubové úrovni hrál za Baník/VTŽ Chomutov (1953–1955) a (1958–1966) a během vojny za ÚDA Praha (1955–1956) a Duklu Jihlava (1956–1957), kde byl prvním kapitánem týmu. Za Chomutov dal 70 gólů.